# Liste des rois et ducs de Lotharingie
La Lotharingie désigne la partie nord du royaume de Lothaire II (du latin Lotharii Regnum), arrière-petit-fils de Charlemagne. Il fut constitué en 855. Après sa mort, elle fut l'enjeu de luttes entre les royaumes de Francie occidentale et de la Francie orientale, avant d'être rattachée au royaume de Germanie en 880. Il devint un duché au début du Xe siècle. Dans la deuxième moitié du Xe siècle, le duché fut scindé en un duché de Basse-Lotharingie (à l'origine des anciens Pays-Bas) et un duché de Haute-Lotharingie, qui deviendra la Lorraine.

## Rois (855-870) (895-928)
- 855–869 : Lothaire II, fils cadet de l'empereur du Saint-Empire et roi de Francie médiane Lothaire Ier.

870-895 : Partagé entre la Francie occidentale et la Francie orientale au traité de Meerssen, le roi de France Charles le Chauve, oncle de Lothaire II, pris peu avant le titre de roi de Lotharingie et fut couronné à Metz en septembre 869. Au Traité de Ribemont en 880, la Lotharingie appartient intégralement au royaume de Germanie. Rodolphe Ier roi de Bourgogne transjurane se fait couronné roi de Lotharingie à Toul au printemps 888 mais ne parvient pas à défendre ce titre face à Arnulf de Carinthie.
- 895-900 : Zwentibold (mort en 900), fils d’Arnulf (empereur et roi de Germanie ; petit-neveu de Charles le Chauve), est roi de Lotharingie.
- 900-911 : Louis IV l'Enfant, autre fils d'Arnulf, est reconnu roi de Lotharingie à Thionville et Aix en mars et avril 900.
- 911-923 : Charles III le Simple, roi de France, petit-fils de Charles le Chauve, élu roi en Lotharingie. Il prit possession de ce royaume à Metz en janvier 912. Il est fait prisonnier et dépossédé de la Lotharingie en 923. Il meurt en capativité en 929. Il est le dernier à porter le titre royal lotharingien.

923-928 : Le pouvoir royal est vacant, prise progressive de la Lotharingie par Henri Ier de Germanie. Il revendiqua le titre de roi de Lotharingie sans jamais le prendre du fait de la versatilité des pouvoirs locaux. Il rétrocéda la Lotharingie au rang de duché en 928 au bénéfice de Gislebert.

## Ducs (928-959)
- 928/929-938/939 : Gislebert (mort en 939), fils de Régnier au long col, marié vers 928 à Gerberge, fille du roi Henri Ier l’Oiseleur
- 939-940 : Henri Ier de Bavière (v. 920-956), fils d'Henri l'Oiseleur et frère de l'empereur-roi Otton Ier.
- 940/942-944 : Otton Ier, comte de Verdun
- 944-953 : Conrad Ier le Roux, fils de Werinharius et membre de la famille comtale de Franconie (mort en 955).
  - marié avec Liutgarde, fille du roi Otton Ier : leur arrière-petit-fils Conrad le Salique, roi de Germanie en 1024 et empereur en 1027, assurera la suite des empereurs germaniques.
- 953-965 : Brunon de Cologne, frère du roi Otton Ier, archevêque de Cologne (mort en 965), duc de Lotharingie en 953. En 959, il divise la Lotharingie ducale en deux (Basse-Lotharingie qui deviendra le Lothier, et Haute-Lotharingie qui deviendra la Lorraine), et nomme deux ducs :

| - 959-964 : Godefroid, comte de Hainaut et de Julichgau - 964-977 : vacant - 977-991 : Charles de Basse-Lotharingie, fils de Louis IV d'Outremer (roi de France, fils de Charles III le Simple) et de Gerberge de Saxe, veuve du duc Gislebert et sœur de l'empereur Otton Ier ; ancêtre maternel des comtes de Namur et des comtes de Louvain/ducs de Brabant (voir ci-dessous) - 991-1012 : Otton II, fils du précédent - 1012-1023 : Godefroid Ier de Basse-Lotharingie, fils du comte de Verdun Godefroid Ier de Verdun (mort en 1002) |  | - 959-978 : Frédéric Ier (v. 942-984), comte de Bar et duc de Haute-Lotharingie - 978-1026 : Thierry Ier (v. 965-1026), fils du précédent - 1026-1028 : Frédéric II (v. 995-1028), fils du précédent - 1028-1033 : Frédéric III (v. 1015-1033), fils du précédent |
| - 1023-1044 : Gothelon Ier, fils de Godefroid Ier le Captif, et frère du duc Godefroid Ier. Devient duc de Basse-Lotharingie en 1023, duc de Haute-Lotharingie en 1033. En 1033, les deux duchés sont réunis. À la mort de Gothelon Ier, ils sont de nouveau séparés. |  | |
| - 1044-1046 : Gothelon II le Fainéant, fils du précédent, destitué par l'empereur Henri III (fils de Conrad le Salique) - 1046-1065 : Frédéric IV de Luxembourg (1003-1065), petit-cousin de Gothelon Ier - 1065-1069 : Godefroid II le Barbu (mort en 1069), fils de Gothelon Ier (ancien duc de Haute-Lotharingie) - 1069-1076 : Godefroid III le Bossu (mort en 1076), fils du précédent - 1076-1089 : Conrad II, fils de l'empereur Henri IV (fils d'Henri III) vice-duc : Albert III de Namur (arrière-petit-fils du duc Charles Ier) - 1089-1096 : Godefroid IV de Bouillon (mort en 1100), neveu de Godefroid III le Bossu, part en croisade en 1096 : avoué du Saint-Sépulcre. - 1101-1106 : Henri Ier de Limbourg (mort en 1118), duc de Limbourg, petit-fils de Frédéric de Luxembourg - 1106-1125 : Godefroid V le Courageux (1060-1140), comte de Louvain (Godefroid Ier) - 1125-1138 : Waléran de Limbourg (mort en 1139), fils d'Henri Ier de Limbourg - 1138-1140 : Godefroid V le Courageux, restauré (1060-1140), comte de Louvain et landgrave de Brabant - 1140-1143 : Godefroid VI (mort en 1143), comte de Louvain (Godefroid II), fils du précédent, landgrave de Brabant et duc de Basse-Lotharingie - 1143-1190 : Godefroid VII, landgrave de Brabant et dernier duc de Basse-Lotharingie, fils du précédent. En 1190, à la Diète de Schwäbisch Hall, l'exercice du pouvoir ducal de Basse-Lotharingie fut limité aux territoires et fiefs impériaux des comtes de Louvain (entre-temps ducs de Basse-Lotharingie et à partir de 1183 aussi ducs de Brabant). Le titre honorifique de duc de Lothier (qui ne fait plus référence à la grande Basse-Lotharingie) se transmet aux successeurs des ducs de Brabant jusqu'à la fin de l'Ancien Régime. Le territoire du Lothier n'a donc pas la même étendue que la Basse-Lotharingie. . |  | - 1044-1047 : Godefroid II le Barbu , fils du précédent (révolté et destitué par l'empereur Henri III, deviendra en 1065 duc de Basse-Lotharingie). - 1047-1048 : Adalbert d'Alsace - 1048-1070 : Gérard Ier d'Alsace, frère du précédent : d'où la suite des ducs de Lorraine (et de Bar depuis 1431) jusqu'en 1737 - Stanislas de Pologne, duc de Lorraine et de Bar en 1737-1766. Rattachement à la France de Louis XV en 1766. |